# Кетъринг
Кетъринг, разпространено е и кейтъринг (от английски: to cater – доставям храна, грижа се за някого) е професионална дейност по предоставяне на хранителни услуги на отдалечени места или на места като хотели, болници, самолети, круизни кораби, паркове, фестивали сватби и др. под. Обхватът на услугите, предоставяни от кетъринга, може да варира от доставката на предварително приготвена храна до създаването на временно заведение за приготвяне на храна.
Специална форма е „кетъринг без храна“, която представлява наемането на оборудване за кетъринг събития.
Снабдяването на столови (училищни, военни, студентски и т.н. столове) също е част от кетъринга, но се нарича и обществен кетъринг. В миналото се е използвал терминът обществено хранене.

## История на кетъринга
Най-ранното свидетелство за организиране на големи тържества в Съединените щати е събитие в чест на английския държавник, генерал Уилям Хау, 5-и виконт Хау, във Филаделфия през 1778 г. На събитието са сервирани местни храни, които са се харесали на присъстващите, които в крайна сметка популяризират кетъринга като професия. Официалната индустрия започва да се признава около 20-те години на XIX в., като кетъринговите работници са непропорционално много афроамериканци. Кетъринг бизнесът започва да се формира около 1820 г., като се съсредоточава във Филаделфия.
Кетъринг индустрията започва да се развива активно в САЩ в началото на XX век, по време на мащабното строителство на небостъргачи, за изхранване на многобройните работници. По същото време идеята се разпространява бързо като начин за изхранване на служителите на големите промишлени предприятия и офис работниците в бизнес центровете в САЩ и Европа с цел по-ефективна организация на работния ден.